# Бешагач
Бешага́ч — площадь в Ташкенте, находящаяся на месте некогда (до 1890 года) существовавших здесь ворот городской стены, имевших то же название. Своё название ворота получили по наименованию одного из районов (даха́) старого города, располагавшегося рядом с этими воротами.
Бешагачская площадь по-прежнему остаётся важной транспортной развязкой и ориентиром для местных жителей.
Само слово бешага́ч является видоизменённым произношением узбекских слов беш и ёГо́ч. Беш — означает числительное пять, а ёГо́ч — это вид дерева типа тала.
В 40-е и 50-е годы XX века в районе Бешагачской площади сконцентрировались крупные общественные объекты, такие как ПКиО с водоемом (архитектор М. С. Булатов, 1938 год), Узбекский театр драмы им. Мукими (архитектор Д. Хазанов, 1943 год), кинотеатр им А. Навои, атеистический музей, учреждения торговли и бытового обслуживания. В результате этого здесь образовался один из самостоятельных общественных центров города.
В настоящее время рядом с площадью находится известный в городе базар, а также центральный вход в Национальный парк имени Алишера Навои, носивший ранее (до реконструкции) название «Парк имени Ленинского комсомола» («Комсомольское озеро»).